# Nissewaard
Nissewaard est une commune néerlandaise située sur l'île de Voorne-Putten, dans le sud de la province de Hollande-Méridionale. La commune est créée le 1er janvier 2015 par la fusion des communes de Spijkenisse et Bernisse, et comprend l'ensemble de l'île de Putten et l'est de l'île de Voorne.
Les conseils municipaux de Spijkenisse et Bernisse décident en juillet 2013 d'utiliser le nom « Nissewaard » pour la nouvelle commune. Le nouveau conseil municipal régissant Nissewaard est élu le 19 novembre 2014.
La nouvelle commune compte environ 85 000 habitants et couvre une superficie de 98,74 km2 (dont 16,49 km2 d'eau).

## Géographie

### Communes limitrophes
| Brielle            | Rotterdam  | Albrandswaard  |
| Hellevoetsluis     | Nissewaard |                |
| Goeree-Overflakkee |            | Hoeksche Waard |

## Politique et administration

### Conseil communal
Le conseil communal de Nissewaard est actuellement constitué de 37 sièges.
| Parti                                               | 19 novembre 2014 37 sièges |
| --------------------------------------------------- | -------------------------- |
| ONS Nissewaard                                      | 13                         |
| Parti travailliste (PvdA)                           | 5                          |
| Parti populaire libéral et démocrate (VVD)          | 4                          |
| Fiers des Pays-Bas (TROTS)                          | 3                          |
| Parti socialiste (SP)                               | 3                          |
| Appel chrétien-démocrate (CDA)                      | 3                          |
| Bernisse locale indépendante (LOB)                  | 3                          |
| Démocrates 66 (D66)                                 | 2                          |
| Union chrétienne (CU)-Parti politique réformé (SGP) | 2                          |

### Jumelages
- Thetford (Royaume-Uni) depuis 1962[4]
- Hürth (Allemagne) depuis 1966[4]